# Фукуда Такео
Такео Фукуда (яп. 福田 赳夫; нар. 14 січня 1905, Такасакі — пом. 5 липня 1995, Токіо) — японський політичний і державний діяч, а також 67-й прем'єр-міністр Японії. Один з відомих лідерів Ліберально-демократичної партії (ЛДП).

## Життєпис
Закінчив Токійський університет в 1929.
У політику прийшов з середовища вищої державної бюрократії.
З 1929 перебував на різних посадах у Міністерстві фінансів. У ЛДП успадкував керівництво фракцією Н. Кісі, яку очолював до 1986. Один з головних політичних суперників К. Танаки, виступав як противник його плану «перетворення Японських островів». У кабінеті Танаки (1973 р.) Фукуда займав пост міністра фінансів.
Прем'єр-міністр у 1976–1978. Здійснив організаційну реформу ЛДП, що передбачала формальне скасування фракцій, установу Народної асоціації на захист вільного суспільства (Дзію кокумін кайгі), збільшення (з 500 тис. до 2 млн.) числа членів партії.
У період перебування його при владі був підписаний Японо-китайський договір про мир і дружбу (1978).
У 1978 сформулював основні принципи японської політики в Азії.